# Пустово (посёлок станции)
Это же название носит стоящая рядом железнодорожная станция железнодорожная станция и деревня деревня.
Пустово — посёлок станции Фоминского сельского округа Константиновского сельского поселения Тутаевского района Ярославской области .
Посёлок находится в центре сельского поселения, к юго-востоку от Тутаева и к юго-западу от посёлка Константиновский. Он расположен на расстоянии около 1 км к западу от федеральной трассы Р151 Ярославль—Тутаев, с северной стороны от железнодорожной станции. Железнодорожная ветка промышленного назначения, следующая от станции Чёбаково на станции Пустово разделяется на два направления. Одно, пересекая федеральную трассу по железнодорожному переезду следует на северо-восток к нефтеперерабатывающему заводу в посёлке Константиновский. Другая ветка следует с востока от посёлка на северо запад к промышленным предприятиям города Тутаев. Деревня Пустово расположена на юго-запад от посёлка с другой стороны станции. К западу от посёлка параллельно федеральной трассе протянулась полоса леса шириной 1—1,5 км. За этой полосой находятся деревни Новое и Баскачево . В этом лесу встречаются грибы, внесённые в Красную книгу Ярославской области: Паутинник фиолетовый и Осиновик белый 
Согласно переписи 2010 года в посёлке станции Пустово числилось 10 постоянных жителей. Почтовое отделение, находящееся в посёлке Константиновский, обслуживает дома Пустово.